# Samuele Burgo
Samuele Burgo (Siracusa, 20 marzo 1998) è un canoista italiano, specializzato nel kayak.

## Biografia
Ai mondiali velocità di Seghedino 2019 si è classificato al sesto posto nel K2 1000 metri, con il connazionale Luca Beccaro.Grazie a questo risultato si è qualificato per i Giochi olimpici estivi di Tokyo 2020. Campione del mondo junior in k4 1000mt e vice campione d'Europa in k1 500, finalista in coppa del mondo 2018 2019 nelle gare del k1 e k2 1000mt ed ai giochi europei di Minsk 2019 in k2 1000 e k4 500mt.Inoltre alla gara pre olimpica di tokyo insieme al compagno di barca Luca Beccaro si è classificato al secondo posto nel k2 1000mt. Si è classificato al secondo posto nella gara di coppa del mondo 2020 nel k2 1000mt. Giochi olimpici estivi di Tokyo 2020 si è classificato al nono posto nel k1 1000 metri sfiorando la finalissima per pochi decimi di secondo. Concludendo con una bellissima vittoria la finale B. Ha chiuso in undicesima posizione la gara del k2 1000. Medaglia d’argento ai campionati del mondo di Halifax 2022 e medaglia di bronzo ai campionati europei di Monaco di Baviera sempre nel k2 1000 , inoltre agli stessi si è classificato 5 in k1 1000 metri.

## Palmarès
| Anno |  | Manifestazione | Sede             | Evento   | Risultato     | Prestazione | Note |
| ---- |  | -------------- | ---------------- | -------- | ------------- | ----------- | ---- |
| 2017 |  | Mondiali       | Račice           | K4 1000m | 7º            | 2'56"946    |      |
| 2018 |  | Mondiali       | Montemor-o-Velho | K1 1000m | 6º (Finale B) | 3'36"108    |      |
| 2018 |  | Mondiali       | Montemor-o-Velho | K1 5000m | 8º            | 22'26"929   |      |
| 2019 |  | Mondiali       | Seghedino        | K2 1000m | 6º            | 3'23"472    |      |
| 2019 |  | Mondiali       | Seghedino        | K1 5000m | 11º           | 21'14"374   |      |

 EUROPEAN CHAMPIONSHIPS
10° Belgrado (SRB) 2018 – K1 1000
6° Belgrado (SRB) 2018 – K1 5000
9° Poznan (POL) 2021 – K2 1000
4° Poznan (POL) 2021 – K1 5000
OTHER GAMES
Giochi Europei - European Games
7° Minsk (BLR) 2019 – K2 1000
5° Minsk (BLR) 2019 – K4 500